# Halictus opacoviridis
Halictus opacoviridis är en biart som beskrevs av Ebmer 2005. Halictus opacoviridis ingår i släktet bandbin, och familjen vägbin. Inga underarter finns listade i Catalogue of Life.